# Arabesque (danza classica)
Nella danza il termine arabesque si riferisce ad una fra le più note figure del balletto, in cui una gamba è en air all'indietro e le braccia sono distese in direzioni opposte.
Comparso in Francia, culla della danza classica, verso la fine del XVIII secolo, il termine ha subito un'evoluzione, passando via via a designare:
- uno stile di danza classica
- una figura coreografica composta da più ballerini
- una posa del singolo ballerino

## Storia

### Il generearabesque-grotesque
Nella Francia della seconda metà del Settecento "arabesque" non è l'arabesco, ornamento di origine araba, ma è sinonimo di "grottesca", ossia dello stile decorativo all'antica, creato da Raffaello ispirandosi agli affreschi delle ville romane dissotterrate alla fine del XV secolo. Tornate di moda con gli scavi di Ercolano e Pompei, le grottesche assumono in Francia la nuova denominazione di "arabesque", diventando una vera e propria moda che investe tutte le arti ivi compresa la danza
.
Così come in pitturaarabesque significa contrapporre alla perfezione del "Bello ideale" di Winckelmann (rappresentato dall'Apollo del Belvedere Fig. 2), la stravaganza delle architetture immaginarie e delle chimere fantastiche delle decorazioni antiche (Fig.2), nella danza della fine del Settecento, lo stile arabesque contrappone alla perfezione del modello ideale codificato dall'Académie Royale de Danse di Luigi XIV figure libere o più genericamente tutti i nuovi atteggiamenti creati al di fuori dei canoni accademici (Fig.3), in contrasto con i principi fondanti della danza francese tradizionale, e spesso ai limiti dell'acrobazia.
Alla sua origine (fine XVIII secolo – inizi XIX secolo) l'arabesque (intesa come posa) rappresenta quindi l'espressione di questo nuovo stile, e si configura quindi, contrariamente all'epoca attuale, come figura libera, caratterizzata da posizioni diverse (avanti o indietro) di gambe e braccia, e quindi indeterminata.

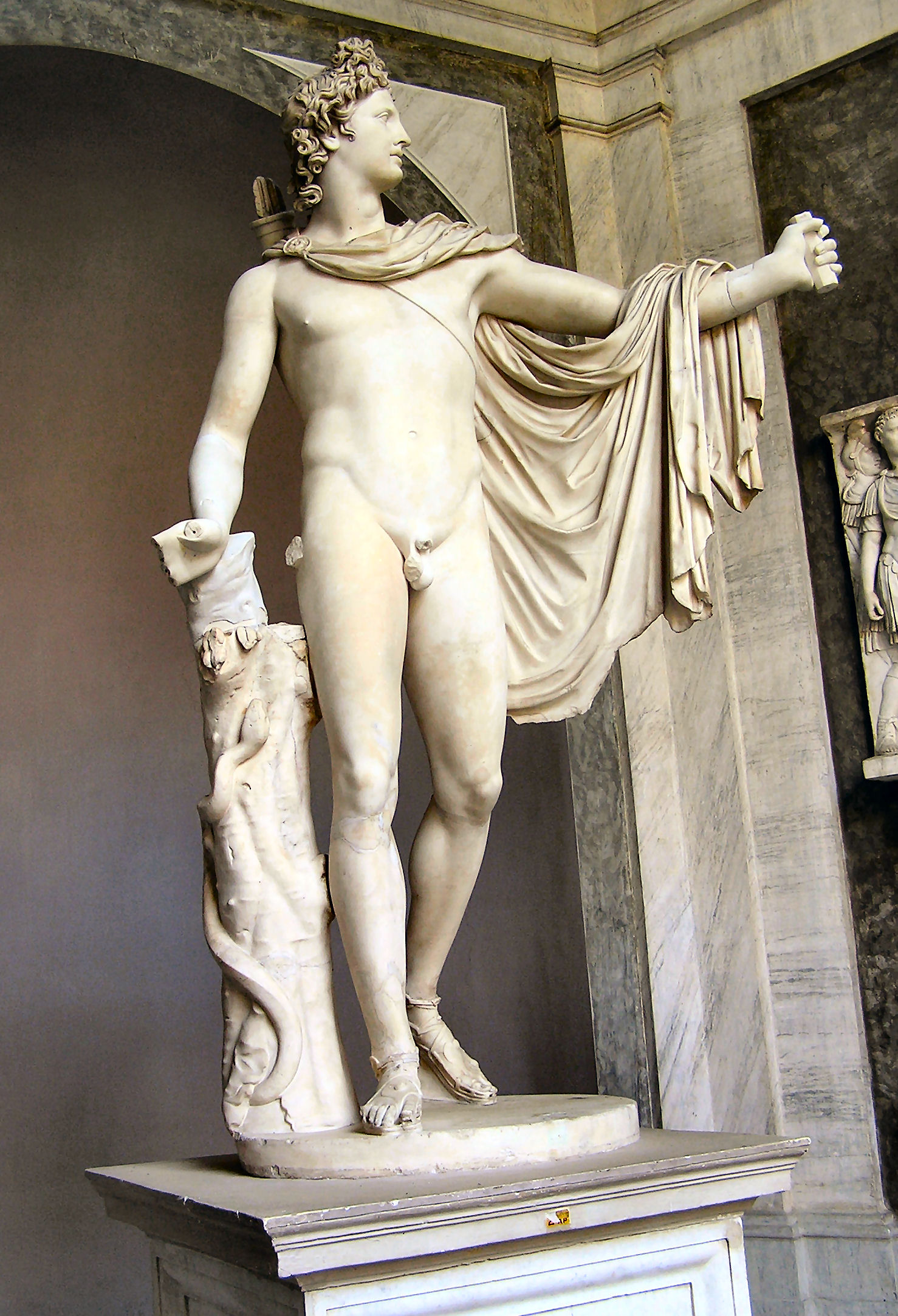
2. Apollo del Belvedere
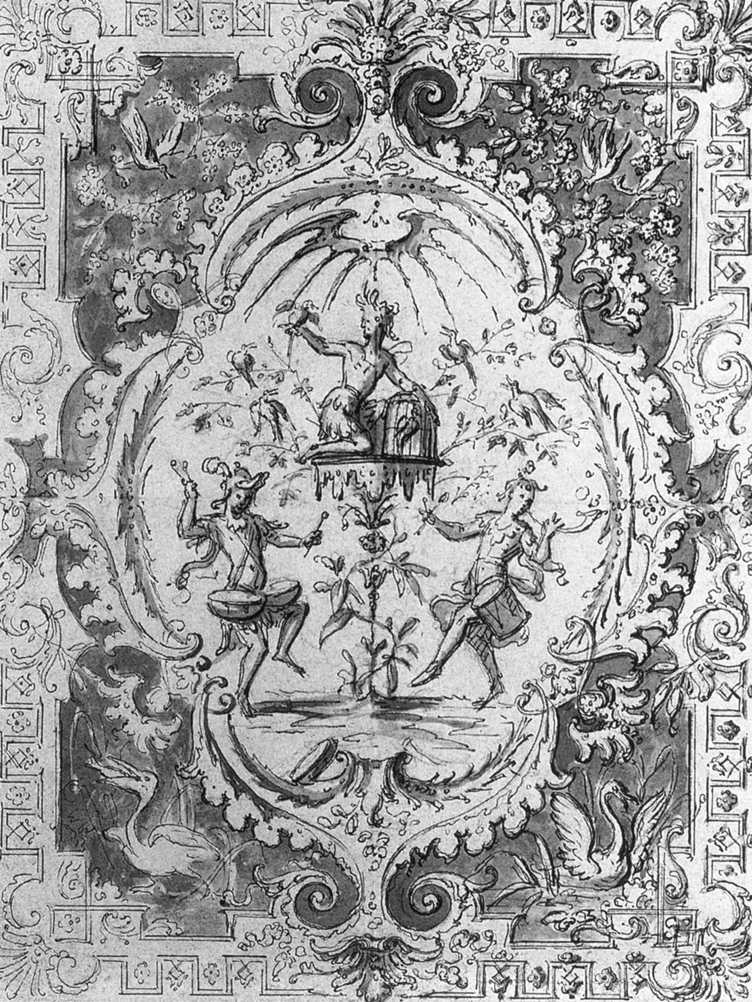
3. Claude Audran III - Arabesque 1704
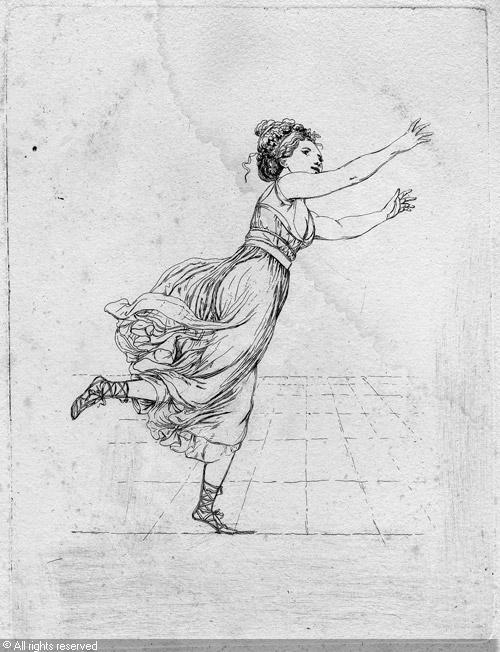
4. Inc. di Johann Gottfried Schadow 1797
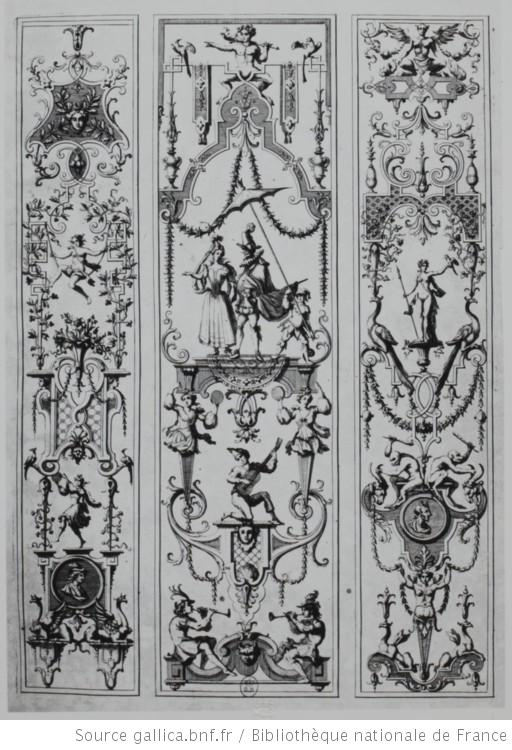
5. Arabesque di Jean Berain fine seicento
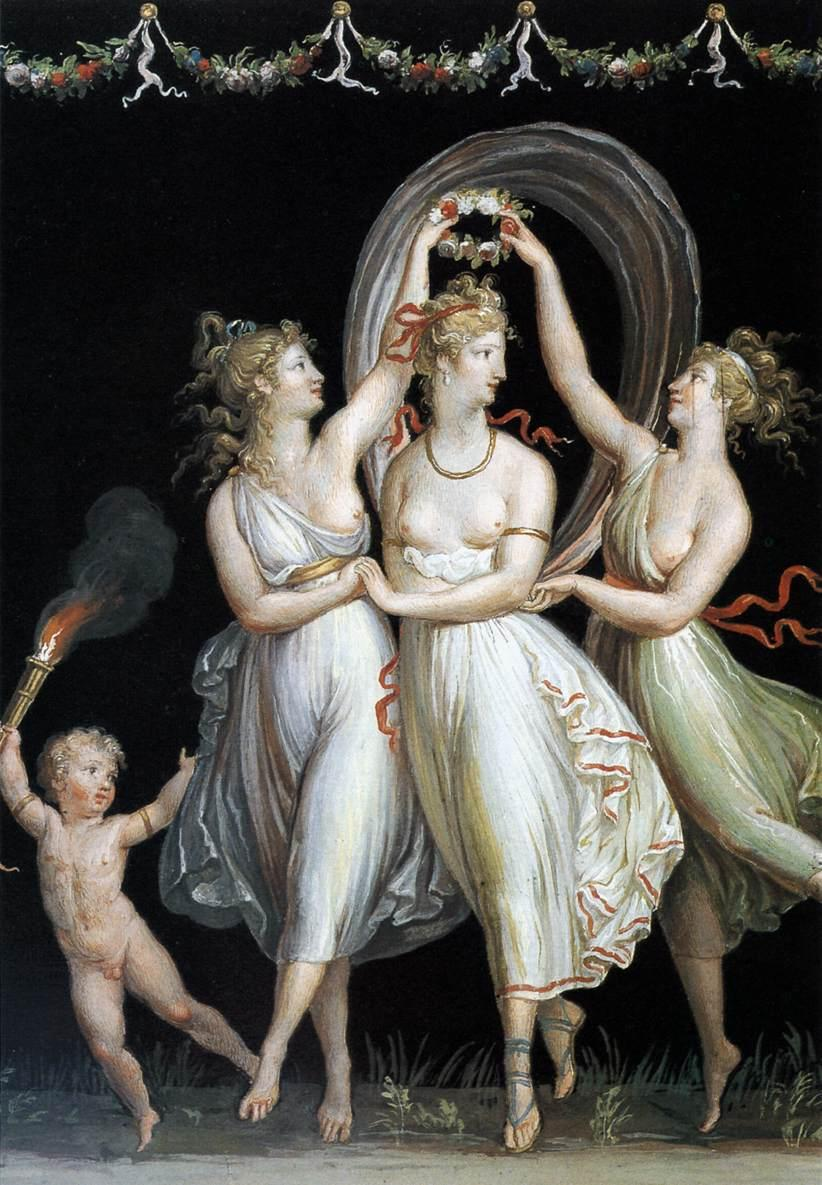
6.Antonio Canova Le tre Grazie 1799

### Noverre e il generearabesque
Alla rigorosa definizione delle forme accademiche l'arabesque contrappone una più aperta e moderna visione del “Bello ideale” e, soprattutto, un'indeterminatezza (Blasis scriverà “le arabesque sono infinite”) che preannuncia l'estetica romantica. Questa indeterminatezza, insieme alla esasperata ricerca di originalità, susciterà l'irrigidimento del mondo accademico che interpreta queste trasformazioni come una grave violazione della tradizione e una deprecabile forma di degenerazione. Nel 1804, nel IV tomo della nuova edizione di Lettres sur la Danse, sur les Ballets et les Arts, Jean-Georges Noverre si esprime riguardo all'arabesque con grande disprezzo intendendola come un genere e non una figura:
(Jean-Georges Noverre, Lettres sur la Danse, sur les Ballets et les Arts (1803-1804), tomo IV, lettera VII, pp. 49-50. Nell’edizione del 1807 il brano è riportato nel vol. II, Lettera XXII, p. 297.)

### L'arabesque come figura di gruppo
Alla fine del settecento, i danzatori Dauberval e Pierre Gardel usano il termine per indicare gruppi di danzatori e danzatrici i cui atteggiamenti sono ispirati ai fregi dell'antichità e ai baccanali scolpiti nei bassorilievi d'epoca romana(Fig. 4).

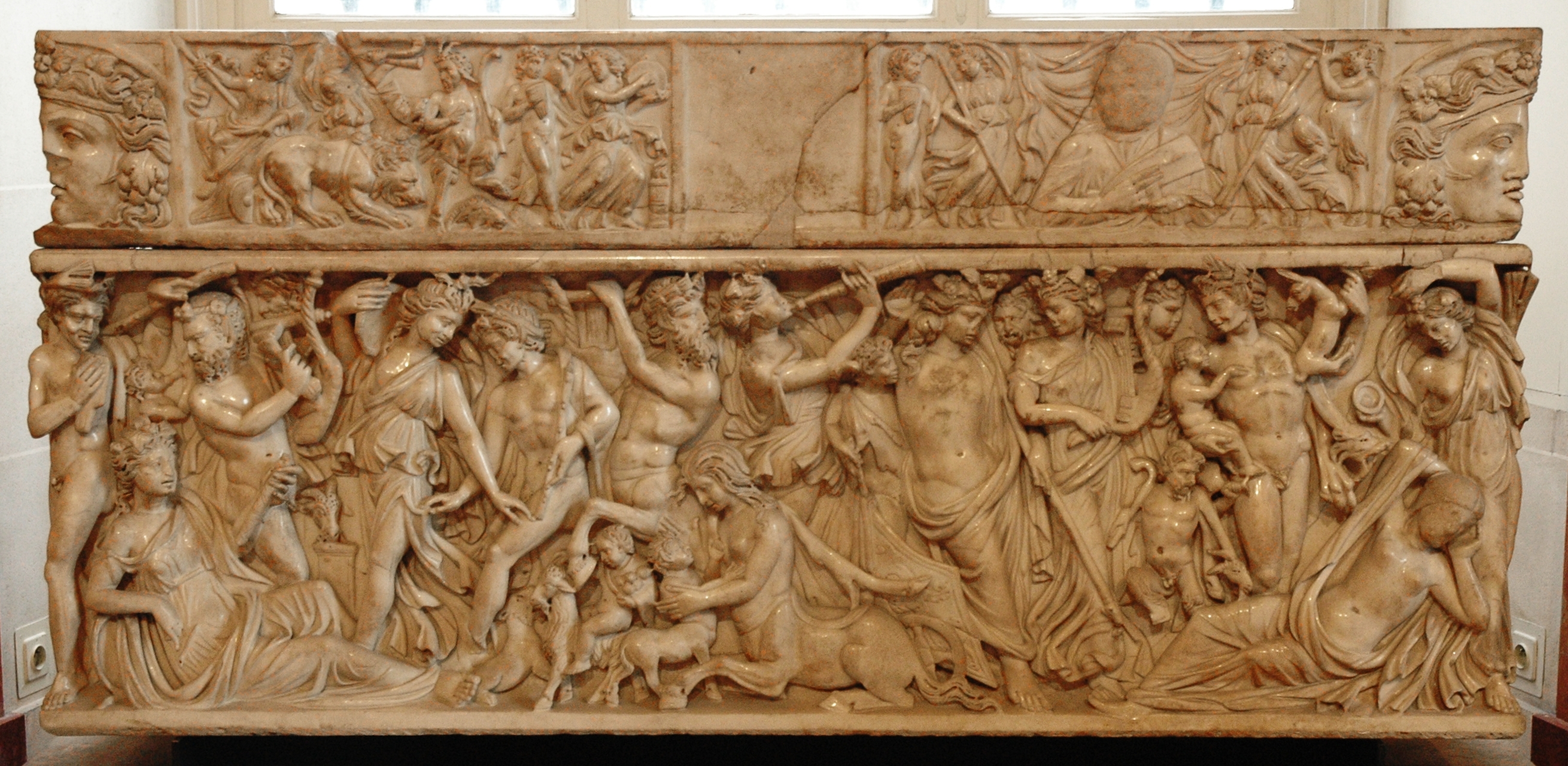
5. Sarcofago marmoreo romano raffigurante il mito di Bacco e Arianna (Parigi, Museo del Louvre)
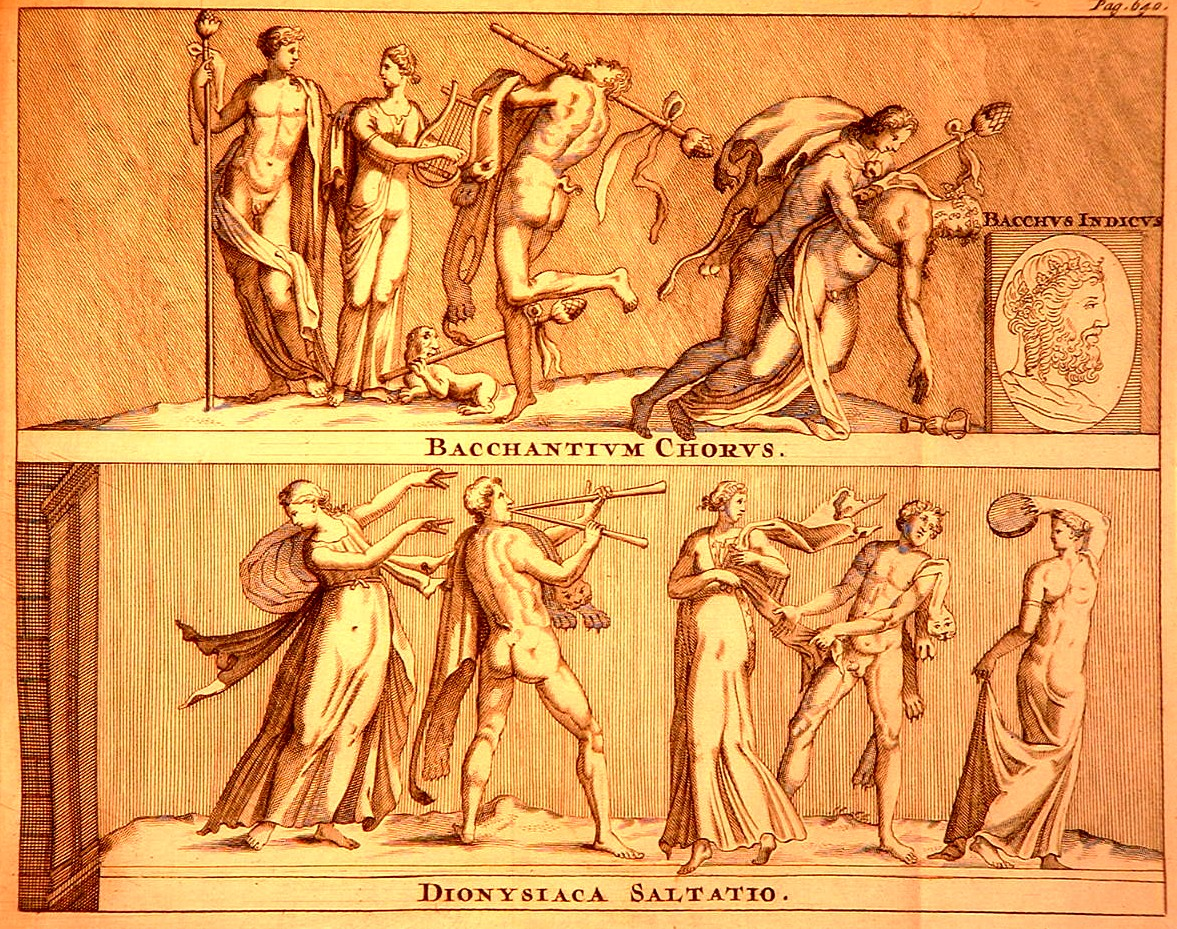
6. Baccanale e danze dionisiache 1696
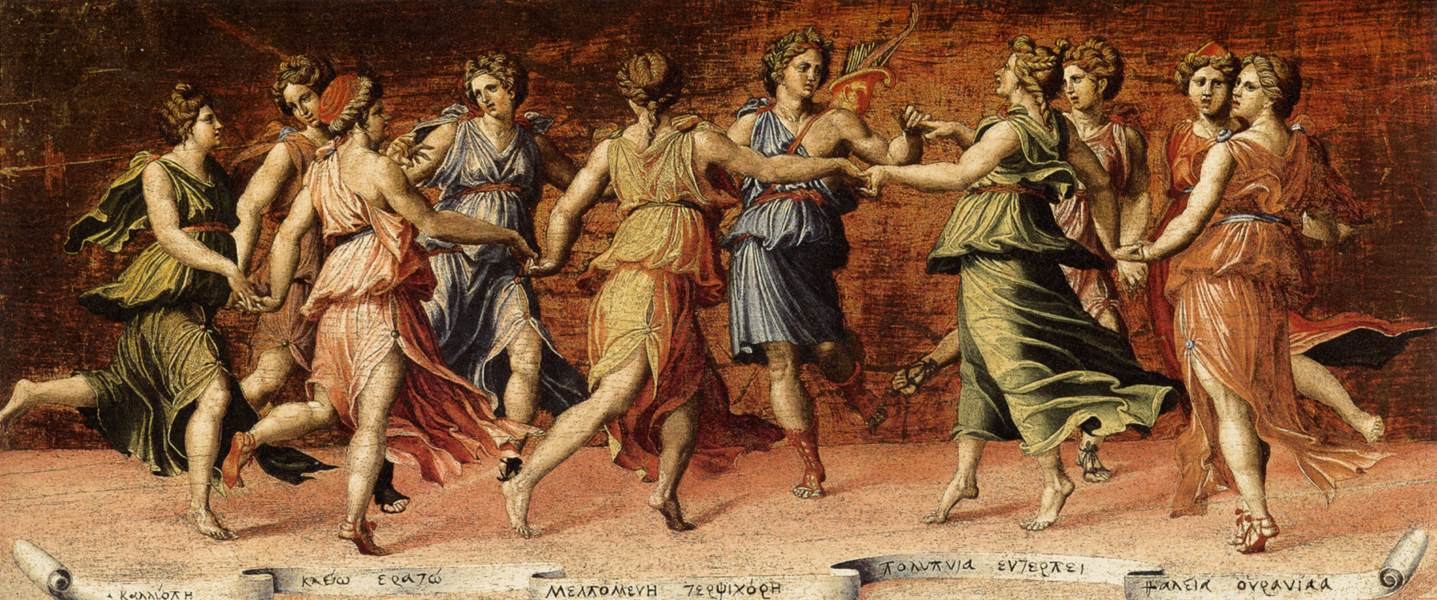
7. Apollo e le Muse Francesco Bartolozzi 1514-1523

### L'arabesque come posa
Sebbene L'arabesque riferita ad un atteggiamento del singolo danzatore sia già in uso in Francia alla fine del XVIII secolo, è Carlo Blasis, nel suo Traité élémentaire théorique et pratique de l'Art de la danse del 1820, colui che per primo ne affronterà l'analisi estetica e strutturale, sottolineando al contempo la sua origine dalla pittura classica delle ville di Ercolano e Pompei e la sua affinità con gli affreschi di Raffaello nelle Logge Vaticane '’I bassorilievi antichi, alcuni frammenti di pitture greche, come quelle a fresco delle Logge del Vaticano dai bei disegni di Raffaello, ce ne hanno fornito l'idea'’. Il Blasis afferma in altri punti di essersi ispirato nella creazione delle attitudes chiamate arabesques, alle pitture, ai bronzi e ai marmi scoperti negli scavi di Ercolano. Siamo ancora in un periodo in cui, l'arabesque mantiene un carattere di indeterminatezza, in quanto la disposizione di gambe e braccia non è fissa, ma caratterizzata appunto, per contrapporsi alla codificazione accademica, da una certa libertà sia strutturale che interpretativa. Potrà quindi essere alzata sia la gamba dietro (Fig. 8) che quella avanti (Fig. 9), mentre l'atteggiamento del tronco e delle braccia è soggetto alle più diverse soluzioni.
Nelle figure delle tavole X-XII del Traité (Fig.8-10) si deducono con chiarezza alcuni elementi strutturali:
- l'irradiamento, ossia la distribuzione delle diverse parti del corpo in direzioni diverse e opposte;
- la degradazione, cioè l'alleggerimento progressivo delle parti dal centro alla periferia.
- la leggerezza aerea dei modelli antichi (dalle Menadi ai Centauri di Ercolano e delle figure disegnate a tempera in stile pompeiano da Antonio Canova: il tronco a volte è pendente in avanti (Fig. 10), le braccia sono liberamente allungate all'indietro come le Vittorie alate (Fig. 11 e 12) oppure poeticamente arrotondate come le volute decorative dell'arte antica (Fig. 15 e 16); in alcuni casi la schiena è innovativamente girata verso il pubblico (arabesque “à dos tourné”) (Fig. 10).
- il dinamismo, l'intensa carica espressiva e la gioia, tutte caratteristiche tipiche del Neoclassicismo e che anticipano lo stile romantico.

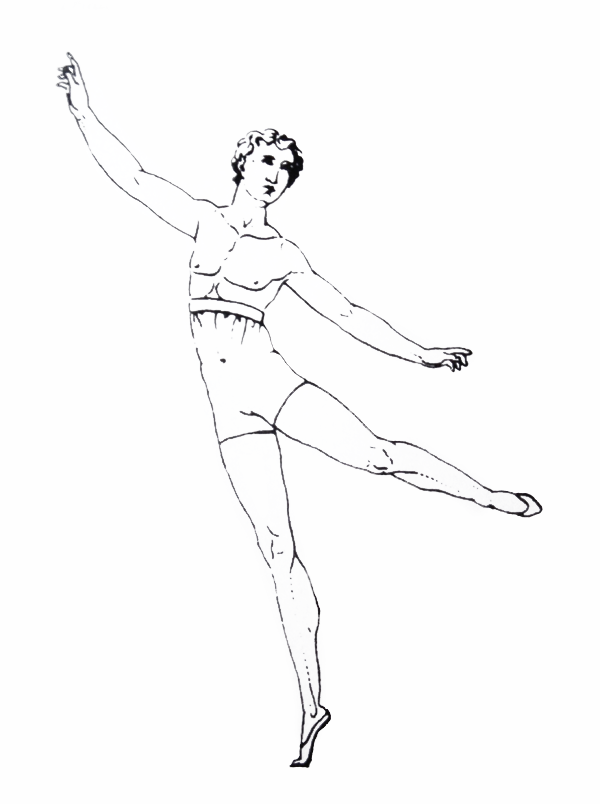
8. Arabesque - Traité di Carlo Blasis, 1820
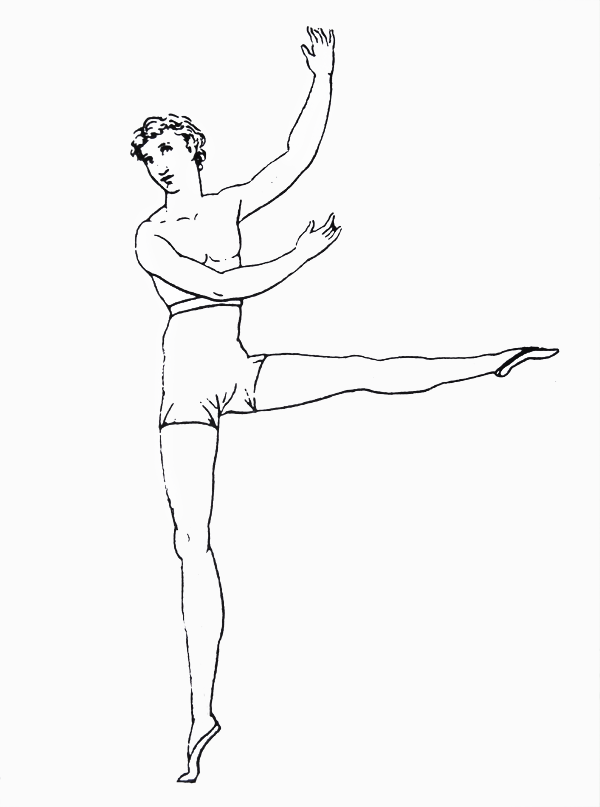
9. Arabesque con la gamba alzata in avanti - Traité di Carlo Blasis, 1820
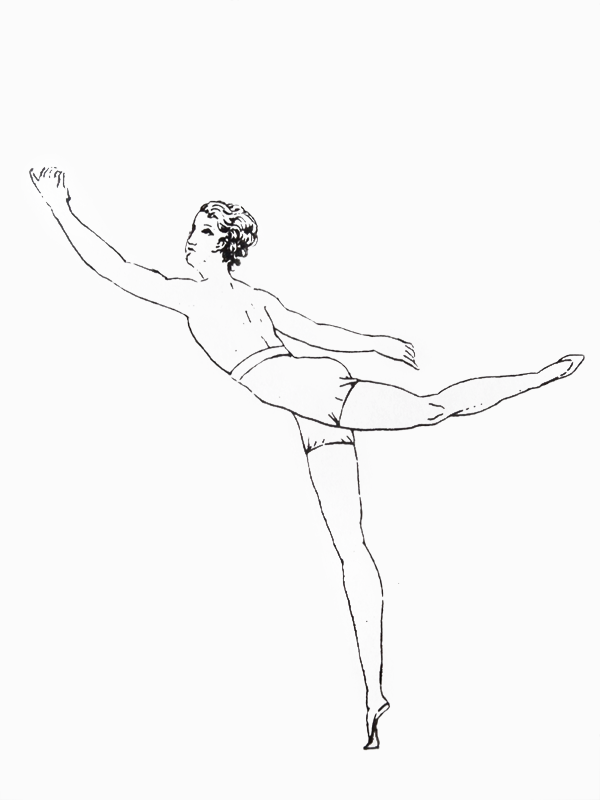
10. Arabesque con il tronco pendente “à dos tourné”- Traité di Carlo Blasis, 1820

### Varianti dell'arabesque delle origini
Tra le arabesque delle origini si distingue una forma con le braccia protese in avanti, che in pieno Ottocento sarà definita “arabesque à deux bras” (Fig. 15). Questa figura costituisce non solo un caso estremamente significativo di fusione di movimento danzante e gesto drammatico, ma anche un esempio di influenza della pittura sulla danza e, più genericamente, di trasversalità tra le arti (pittura, teatro, commedia dell'arte, danza).

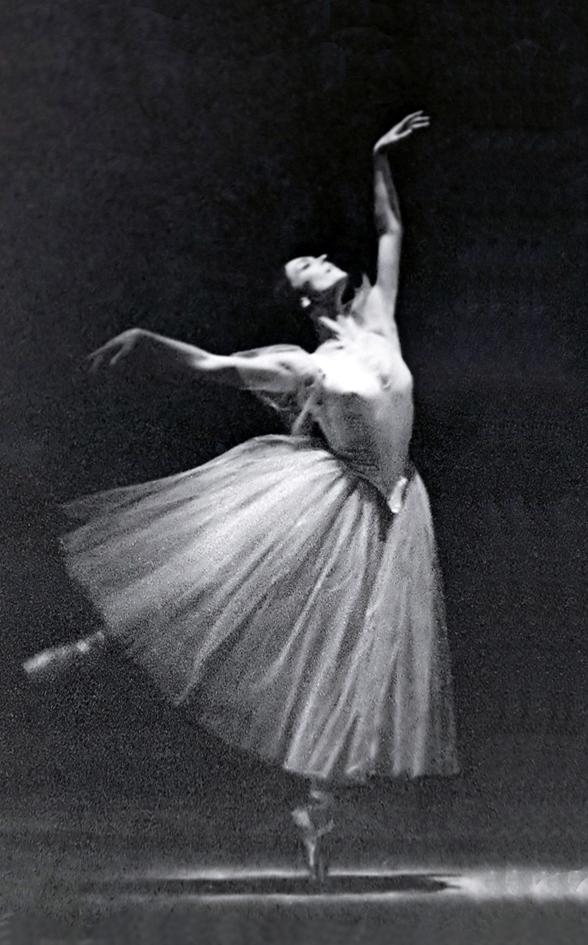
11. Ethery Pagava Arabesque ad evocazione delle “vittorie alate”
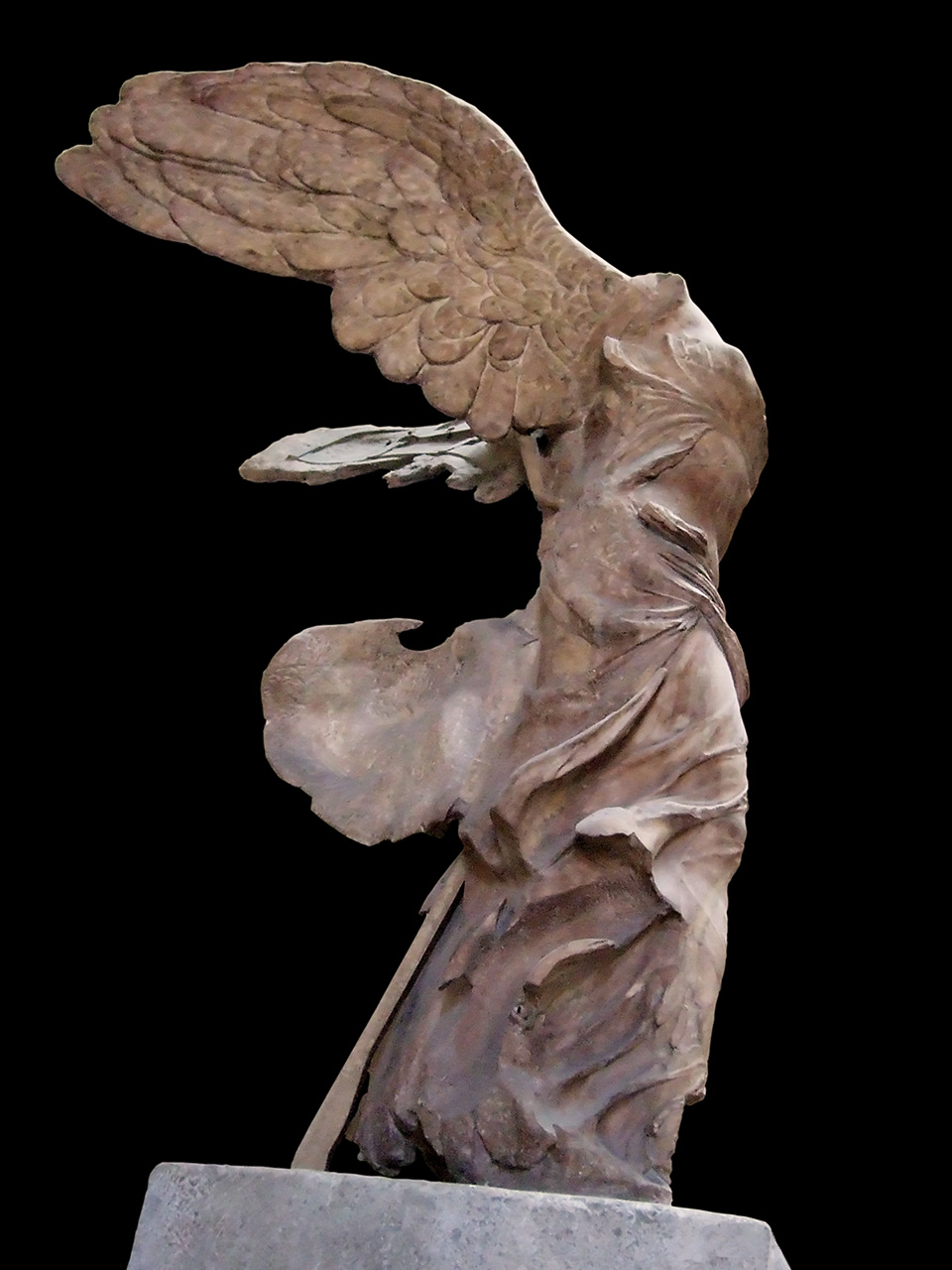
12. Nike di Samotracia - Museo del Louvre
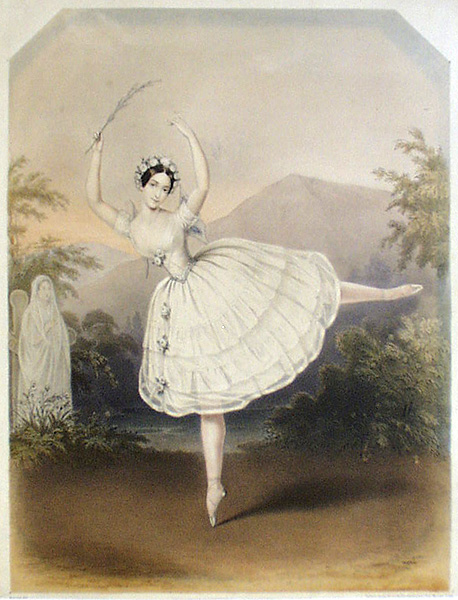
13. Adèle Dumilâtre - Myrta - Giselle 1843
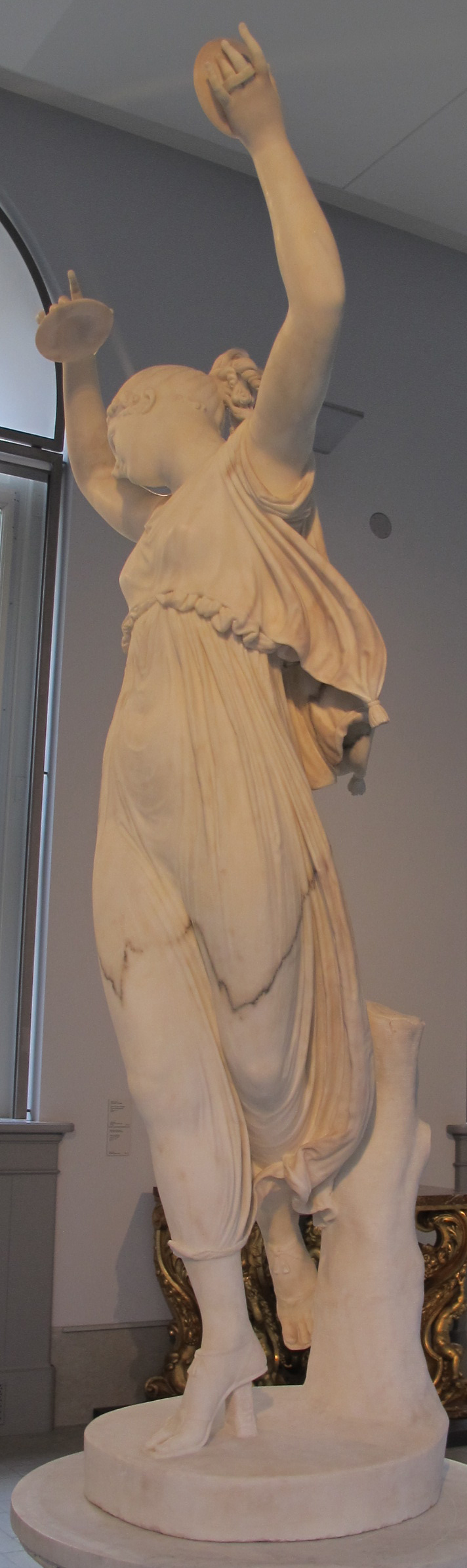
14. Danzatrice , Antonio Canova 1809-1812
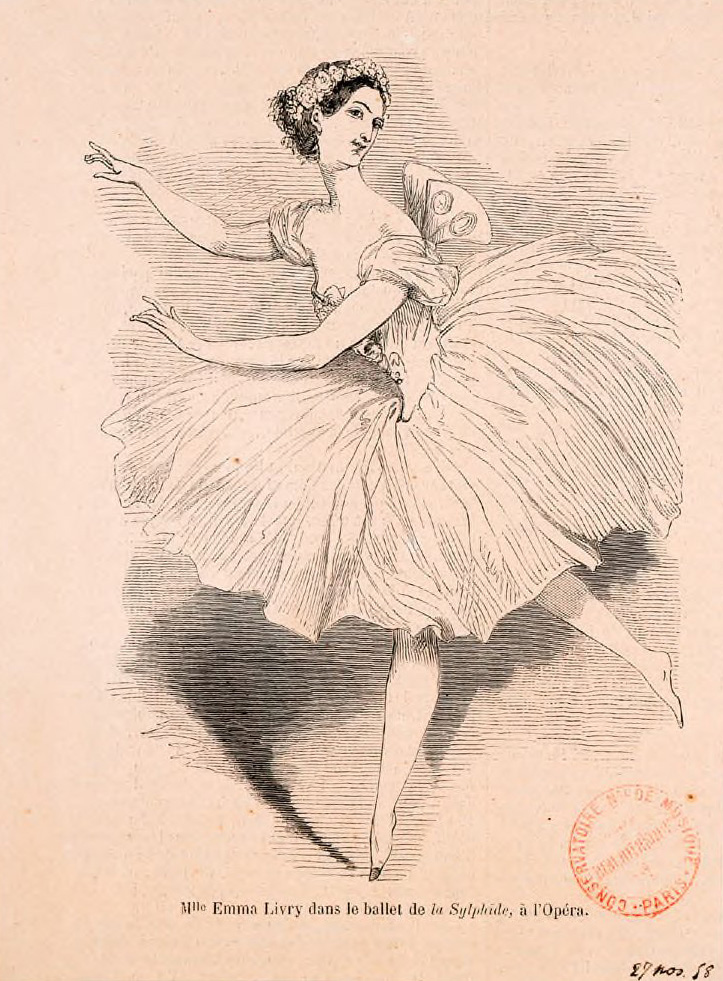
15. Arabesque "à deux bras" - Emma Livry ‘’La Sylphide
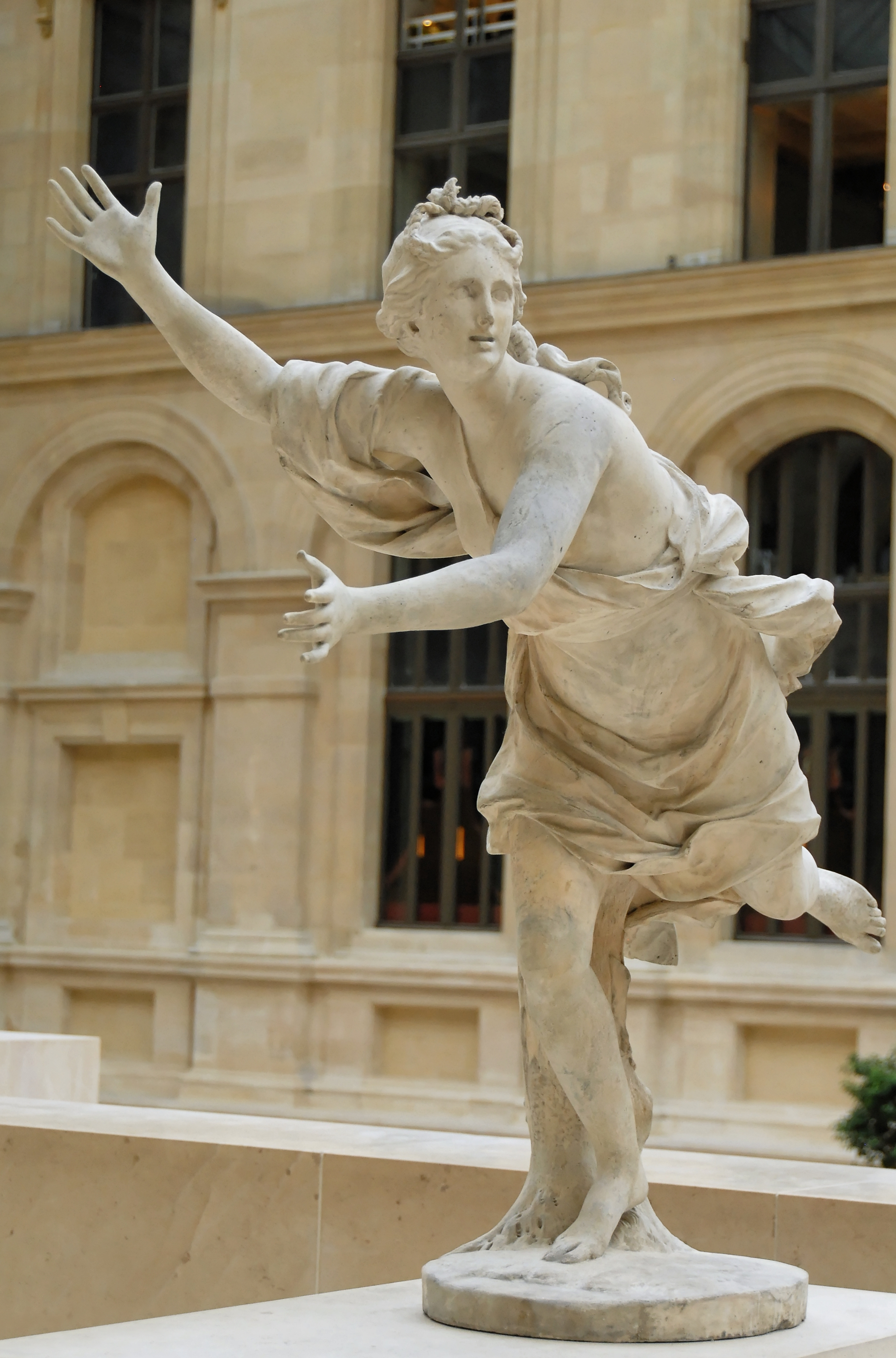
16. Dafne Guillaume Coustou 1713-1714

### L'equivoco etimologico
Nel giro di poco tempo, la generazione attiva agli inizi dell'Ottocento perde la memoria non solo del significato profondo attribuito alla parola “arabesque” nel secolo precedente, ma anche delle origini stesse della nuova forma coreutica, per cui c'è chi tenta addirittura di giustificare il termine con una improbabile derivazione esotica (E.A. Théleur).
Si riterrà erroneamente che la figura abbia tratto spunto dall'arabesco, cioè dal motivo ornamentale arabo.

### Evoluzione tecnica dall'Ottocento in poi
In questo stesso periodo, l'arabesque inizia gradatamente ad acquisire la struttura che ha mantenuto al giorno d'oggi, di figura con la gamba sollevata indietro, le braccia distese in posizioni diametralmente opposte e il corpo decisamente inclinato in avanti.
Esistono tuttavia molte varianti soprattutto nelle braccia e nell'orientamento del corpo.
Questa costruzione caratterizza l'arabesque francese, danese e russa dagli anni Venti alla fine del XIX secolo.
All'inizio del Novecento, mentre Agrippina Vaganova, seppur con i debiti ammodernamenti, rispetterà la linea tradizionale, Enrico Cecchetti le opporrà una versione moderna e di sostanza fortemente tecnica. Infatti, nel metodo Cecchetti l'arabesque ha il tronco perpendicolare, fatta eccezione delle varianti in plié (IV e V arabesque) in cui il corpo si sposta in avanti per creare un contrappeso alla gamba sollevata indietro. Nella variante dell'’”arabesque penchée” (eseguita per esempio in Giselle), il busto si inclina notevolmente, ma lasciando sempre invariata l'angolazione fra busto e gamba (Fig. 22).
La tendenza della tecnica attuale è un compromesso tra le due versioni: mentre il bacino si inclina in avanti per consentire alla gamba di sollevarsi più in alto possibile, il torace si slancia verso l'alto per creare l'impressione di leggerezza.
Quanto all'altezza della gamba sollevata indietro, gli elevati livelli tecnici raggiunti nella seconda metà del XX secolo e il gusto sviluppatosi per un virtuosismo atletico che rasenta l'acrobazia, hanno determinato un innalzamento progressivo della gamba stessa sino a superare ampiamente i novanta gradi.
Un altro elemento che ha subìto un'evoluzione in alcuni metodi, negli ultimi cinquant'anni, è il rapporto fra la coscia della gamba dietro e il bacino: al fine di esasperare la linea dinamica e aperta assunta dal corpo del danzatore, vi è la tendenza, propugnata ad esempio dal Metodo Balanchine e diffusa negli Stati Uniti, a lasciare che l'anca corrispondente alla gamba alzata indietro segua leggermente il movimento di allungamento e di rotazione verso l'esterno ("en-dehors") della gamba stessa, per dare l'illusione di una maggiore lunghezza della stessa, anziché restare allineata con l'anca portante.

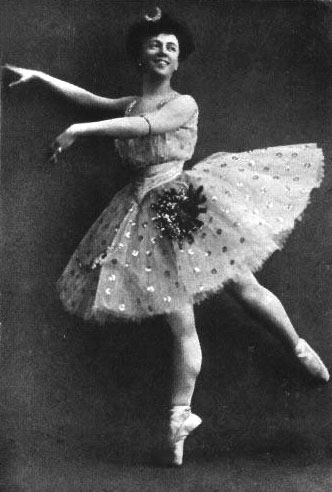
17. Olga Preobrajenska Le Corsaire 1899
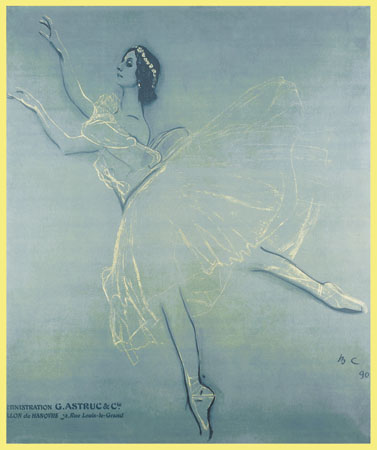
18. Anna Pavlova Giselle 1909
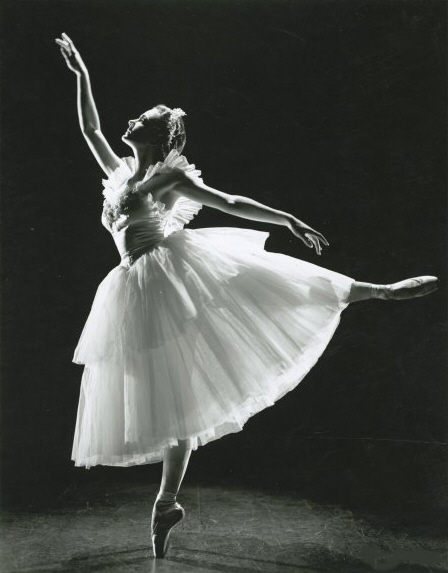
20. Jocelyn Vollmar 1947
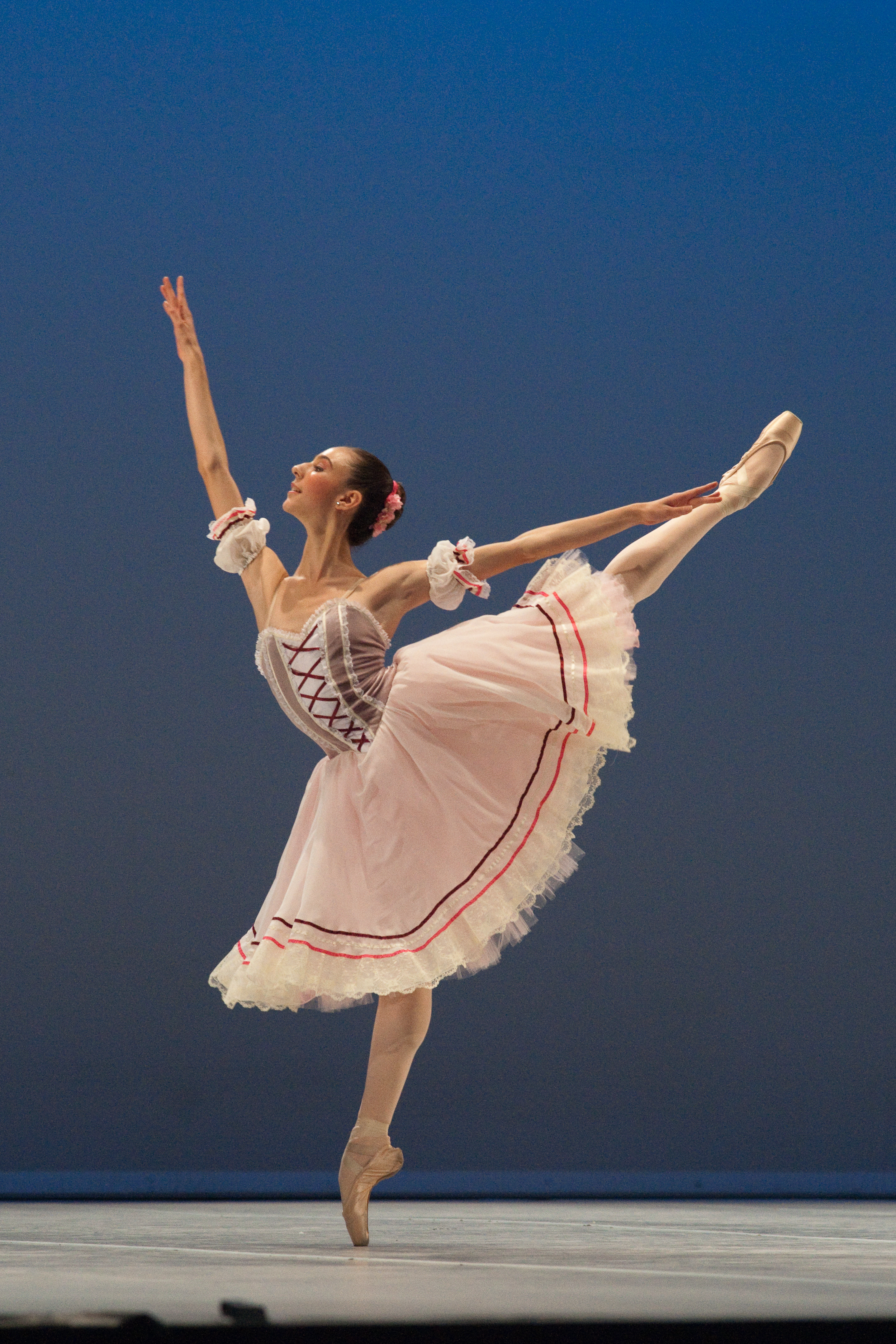
21. Wilma Haydee Giglio - Coppélia - 2010

## Classificazione delle arabesque

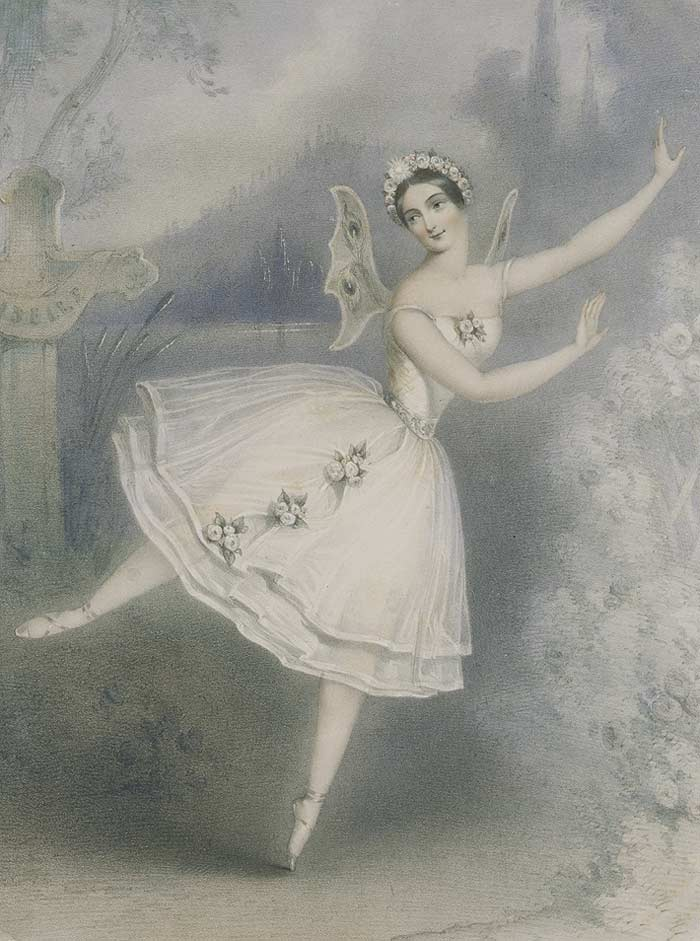
23. Arabesque à deux bras – Giselle Carlotta Grisi 1841

### Classificazione secondo il metodo Vaganova
metodo Vaganova
- Prima arabesque: il corpo è girato di profilo o di 45° rispetto all'effacée; la gamba alzata è quella che si trova dalla parte del pubblico; le braccia sono in posizione aperta al pubblico, il braccio corrispondente alla gamba poggiata a terra è teso in avanti e l'altro si trova in seconda (diretto verso il pubblico); lo sguardo è rivolto in avanti. Gambe e braccia sono aperte rispetto al pubblico (la posa è senza opposizione); il tronco seppur slanciandosi verso l'alto, mostra una dinamica curva nella schiena dovuta al contrappeso alla gamba indietro.
- Seconda arabesque: il corpo è girato di profilo o di 45° rispetto all'effacée; la parte bassa del corpo ha la stessa posizione della prima arabesque, mentre la posizione della parte alta si inverte. La gamba alzata è quella che si trova dalla parte del pubblico; sia il torace che le braccia sono in posizione chiusa al pubblico, per cui sarà teso in avanti il braccio corrispondente alla gamba alzata mentre l'altro è leggermente deviato indietro proporzionalmente alla leggera rotazione del torace; lo sguardo è rivolto al pubblico. Anatomicamente tale posizione chiusa del corpo è determinata da una rotazione del torace rispetto alla parte bassa del corpo. Rispetto al pubblico le gambe sono aperte, le braccia sono invece chiuse: la posa è costruita sull'opposizione. La curva della schiena è visibile per la posizione di profilo del corpo.
- Terza arabesque: il corpo è girato di 45 ° rispetto all'effacée; dalla parte del pubblico si trova la gamba portante; le braccia sono in posizione aperta al pubblico, il braccio corrispondente alla gamba poggiata a terra teso in avanti, e l'altro in seconda (diretto verso il pubblico); lo sguardo è rivolto in avanti. Rispetto al pubblico le gambe sono chiuse e le braccia sono aperte: la posa è costruita sull'opposizione.
- Quarta arabesque: il corpo è girato di 45° rispetto all'effacée; dalla parte del pubblico si trova la gamba portante; le braccia sono in posizione chiusa al pubblico e l'intera schiena è rivolta la pubblico; le braccia, in posizione quasi laterale rispetto al busto, formano un'unica linea con la gamba sollevata dietro; lo sguardo è rivolto al pubblico. Rispetto al pubblico le gambe e le braccia sono chiuse: la posa è senza opposizione.

### Classificazione secondo il metodo Cecchetti
Nonostante nella pratica il metodo Cecchetti comprenda 12 pose di arabesque, la terminologia ne presenta solo 5 per una virtuale analogia con le posizioni dei piedi. Le prime tre arabesque sono quelle di base, hanno il busto perfettamente eretto, distinguendosi tra loro per il rapporto tra le braccia e gambe; le altre due indicano genericamente l'adattamento in plié della posa, in cui il corpo perde la verticalità (si sposta in avanti) per creare un funzionale contrappeso alla gamba. 
- Prima arabesque: Tronco eretto; a gambe aperte al pubblico corrisponde una disposizione analoga delle braccia che sono allungate esattamente da davanti a dietro al corpo in una linea leggermente discendente.
- Seconda arabesque: Tronco eretto; a gambe aperte al pubblico corrisponde un incrocio totale delle braccia rispetto alle gambe. Permane la linea caratterizzante le arabesques: braccia allungate esattamente da davanti a dietro al corpo in una linea leggermente discendente.
- Terza arabesque: è l'arabesque à deux bras ottocentesca ricorrente nei balletti romantici (Giselle, La Sylphide ecc.) ma con le braccia allungate decisamente in avanti e sfalsate.

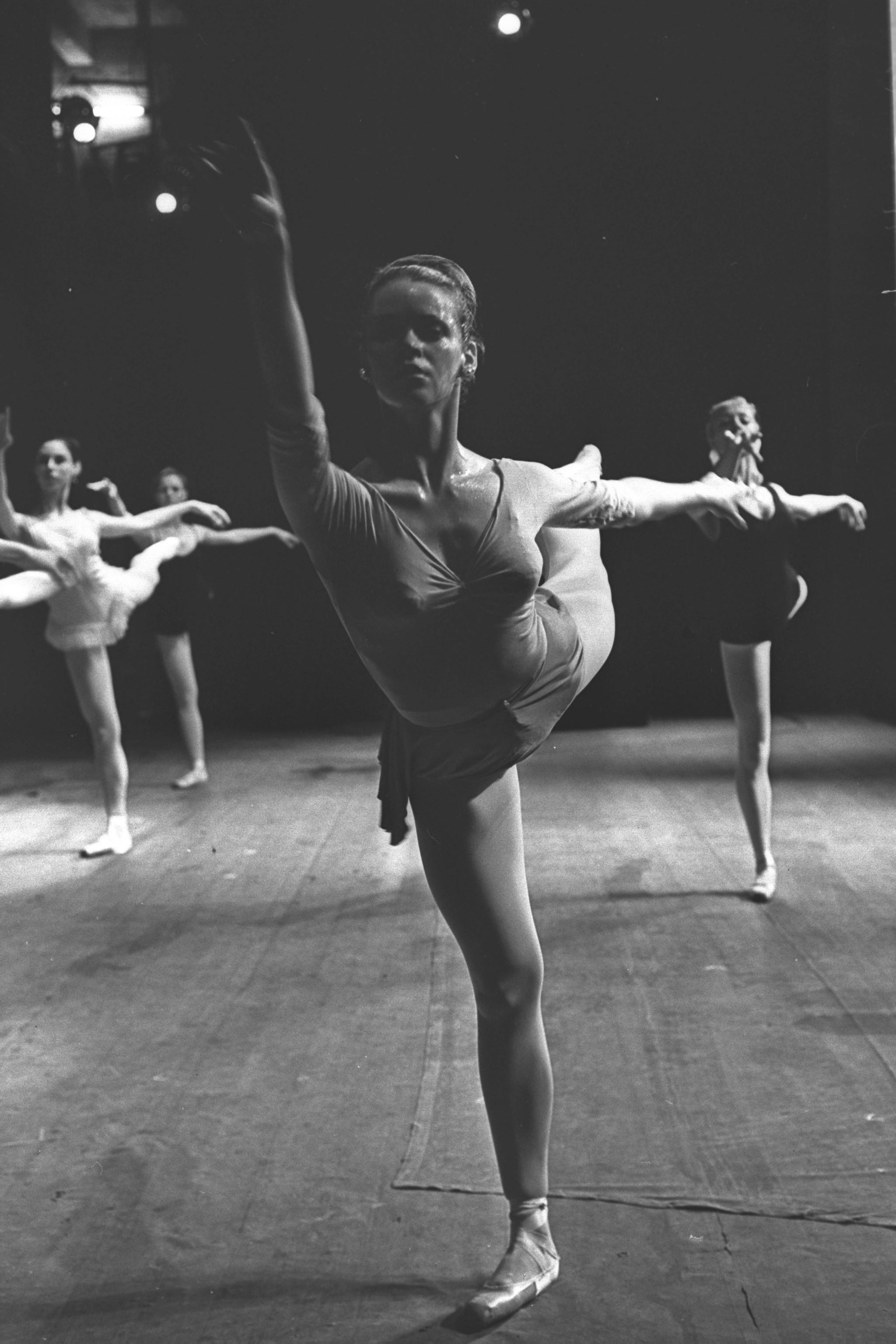
La linea allungata dell'arabesque, con anca molto aperta, secondo il metodo Balanchine